# هيلغ بايير
هيلغ بايير (بالألمانية: Helge Payer)‏ (و. 1979  م) هو لاعب كرة قدم، وصحفي نمساوي، ولد في فيلز، مركز لعبه هو حارس مرمى.

## روابط خارجية
- هيلغ بايير على موقع ميوزك برينز (الإنجليزية)
- هيلغ بايير على موقع قاعدة بيانات كرة القدم.إي يو (الإنجليزية)
- هيلغ بايير على موقع بيانات كرة القدم. دي إي (الألمانية)
- هيلغ بايير على موقع ناشيونال فوتبول تيمز (الإنجليزية)
- هيلغ بايير على موقع عالم كرة القدم.نت (الإنجليزية)